# کینگربان
کینگربان یک منطقهٔ مسکونی در عراق است که در استان دیاله واقع شده‌است.